# Adama Mbengue
Adama Mbengue (* 1. Dezember 1993 in Rufisque) ist ein senegalesischer Fußballspieler.

## Karriere

### Verein
Im Senegal geboren, wurde Mbengue von der Orlando City SC Academy gescoutet. Er trat dem Trainingszentrum der nordamerikanischen Franchise bei. Nach seinen Anfängen bei Sport Galaxy, einem Tochterunternehmen der Orlando City Academy, spielte Mbengue 2012 im Alter von 19 Jahren mit der Orlando City U-23-Mannschaft in der Walt Disney World Pro Soccer Classic, einem jährlich stattfindenden Saisonvorbereitungsturnier für nordamerikanische Klubs. Er bestritt zehn Spiele in der USL PDL. Als erster Spieler der Vereinsgeschichte Orlandos schaffte Mbengue den Sprung von der U-23 in den Profibereich. Nach zweieinhalb Spielzeiten wechselte er im September 2014 zum Diambars FC in sein Heimatland.
Am 28. Juni 2017 wechselte er in die Ligue 1 und unterschrieb einen Vierjahresvertrag bei SM Caen. Er verließ den Verein 2021 nach dem Ende der Vertragslaufzeit.

### Nationalmannschaft
Mbengue wurde am 16. März 2017 von Trainer Aliou Cissé für die Freundschaftsspiele gegen Nigeria und Côte d’Ivoire erstmals in die senegalesische Nationalmannschaft berufen. Er gab sein Debüt beim 1:1 am 23. März 2017 im Spiel gegen Nigeria.
Am 17. Juni 2018 wurde Mbengue für den senegalesischen Kader bei der Fußball-Weltmeisterschaft 2018 in Russland für den verletzten Saliou Ciss nachnominiert. Während des Turniers wurde er jedoch nicht eingesetzt.